# Maren Lundby
Maren Lundby, née le 7 septembre 1994 à Gjøvik, est une sauteuse à ski norvégienne, championne olympique en 2018, triple gagnante du classement général de la Coupe du monde en 2018, 2019 et 2020 et championne du monde en 2019.

## Biographie
Chez les juniors, elle est médaillée de bronze aux Championnats du monde 2014 de la catégorie.
Maren Lundby fait partie des trente participantes au premier concours de saut à ski féminin disputé à Sotchi en 2014 dont elle se classe huitième. En 2015, elle est vice-championne du monde par équipes mixtes, tandis qu'ell est quinzième en individuel.
En novembre 2012, elle gagne un concours par équipes mixtes à Lillehammer.
Elle monte sur son premier podium individuel en Coupe du monde en mars 2014 à Râșnov.
Elle remporte sa première victoire en décembre 2016 à Nizhni Tagil. Durant la saison 2016-2017, elle gagne trois autres épreuves de Coupe du monde qui la mènent à la troisième place au classement général derrière les Japonaises Takanashi et Ito. En décembre 2017 et janvier 2018, elle remporte six concours consécutifs et se pose en tant que nouvelle dominatrice de la discipline. Elle remporte ensuite le titre olympique aux Jeux de PyeongChang 2018 puis la classement général de la Coupe du monde en fin de saison, à Rasnov, à trois épreuves de la fin, ayant déjà cumulé dix podiums pour dix concours au programme cet hiver jusqu'ici. Elle gagne ensuite la manche prestigieuse d'Holmenkollen et reste sur le podium jusqu'en fin de saison.
Elle commence l'hiver sans victoire mais deux podiums à Lillehammer et un à Prémanon. À Sapporo, elle figure enfin sur la plus haute marche sur la plus haute marche du podium, qu'elle ne quitte plus pour un total de six courses à partir du deuxième concours au Mont Zaō jusqu'à Ljubno, où Sara Takanashi la bat sur le deuxième concours. Au mois de février, elle reprend la main sur ses adversaires, raflant les deux manches d'Oberstdorf. Dans la foulée, elle est sacrée championne du monde, le 27 février 2019 sur le tremplin de Seefeld. Elle remporte aussi deux médailles de bronze par équipes, dont sur le nouveau concours féminin en compagnie de Anna Odine Strøm, Ingebjørg Saglien Bråten et Silje Opseth. Sur les étapes de Lillehammer et Trondheim, elle s'adjuge une victoire a chaque fois pour gagner la première édition du Raw Air féminin. Tout comme l'hiver dernier, elle devance Katharina Althaus au classement général et collectionne donc son deuxième son deuxième globe de cristal.
Elle entame l'hiver 2019-2020 à domicile devant le public de Lillehammer, où elle remporte les deux concours individuels. Elle doit composer ensuite avec Chiara Hölzl qui remporte six concours, tandis que Lundby gagne trois autres concours, à Râșnov, puis à Ljubno, ce qui lui permet de reprendre pas mal de points à Hölzl au classement général, puis dont celui de Lillehammer, et compte également six deuxièmes places cet hiver. Elle remporte pour la troisième fois consécutive la Coupe du monde à l'issue de la saison.
Lors des championnats du monde 2021, elle devient la première femme de l'histoire à remporter un concours disputé sur grand tremplin.
Elle annonce le 18 décembre 2023 mettre un terme à sa carrière.

## Palmarès

### Jeux olympiques
| Épreuve / Édition | Sotchi 2014 | Pyeongchang 2018 |
| Petit tremplin    | 8e          | Or               |

### Championnats du monde
| Épreuve / Édition  | Liberec 2009                     | Oslo 2011                        | Val di Fiemme 2013               | Falun 2015                       | Lahti 2017                       | Seefeld 2019                     | Oberstdorf 2021 | Planica 2023 |
| Petit tremplin     | 22e                              | 11e                              | 25e                              | 15e                              | 4e                               | Or                               | Argent          |              |
| Grand tremplin     | Épreuve inexistante à cette date | Épreuve inexistante à cette date | Épreuve inexistante à cette date | Épreuve inexistante à cette date | Épreuve inexistante à cette date | Épreuve inexistante à cette date | Or              | Argent       |
| Par équipes        | Épreuve inexistante à cette date | Épreuve inexistante à cette date | Épreuve inexistante à cette date | Épreuve inexistante à cette date | Épreuve inexistante à cette date | Bronze                           | Bronze          | Bronze       |
| Par équipes mixtes | Épreuve inexistante à cette date | Épreuve inexistante à cette date | 4e                               | Argent                           | 5e                               | Bronze                           | Argent          |              |

### Championnats du monde junior
| Épreuve / Édition | Zakopane 2008 | Štrbské Pleso 2009 | Hinterzarten 2010 | Otepää 2011 | Erzurum 2012 | Liberec 2013 | Val di Fiemme 2014 |
| Individuel        | 30e           | 34e                | disqualifiée      | 26e         | 9e           | 20e          | Bronze             |

- 6e par équipes en 2012 à Erzurum
- 4e par équipes en 2013 à Liberec

### Coupe du monde
- 3 gros globe de cristal en 2018, 2019 et 2020.
- 62 podiums individuels : 30 victoires, 19 deuxièmes places et 13 troisièmes places.
- 4 podiums par équipes, dont 1 victoire.

Palmarès au 4 janvier 2021

#### Victoires
| Année | Lieu |
| 2017  | Nijni Taguil (Russie), Sapporo (Japon), Râșnov (Roumanie), Ljubno (Slovénie) |
| 2018  | Lillehammer (Norvège), Hinterzarten (Allemagne), Sapporo (Japon) ×2, Zaō (Japon) ×2, Ljubno (Slovénie), Râșnov (Roumanie), Oslo (Norvège)                                                     |
| 2019  | Sapporo (Japon), Zaō (Japon), Râșnov (Roumanie) ×2, Hinzenbach (Autriche) ×2, Ljubno (Slovénie), Oberstdorf (Allemagne) ×2, Lillehammer (Norvège), Trondheim (Norvège), Tchaïkovski (Russie), |
| 2020  | Lillehammer (Norvège) ×2, Râșnov (Roumanie), Ljubno (Slovénie), Lillehammer (Norvège) |

#### Classements généraux annuels
| Année | Rang |
| 2012  | 26e  |
| 2013  | 23e  |
| 2014  | 7e   |
| 2015  | 14e  |
| 2016  | 6e   |
| 2017  | 3e   |
| 2018  | 1re  |
| 2019  | 1re  |
| 2020  | 1re  |
| 2021  | 8e   |

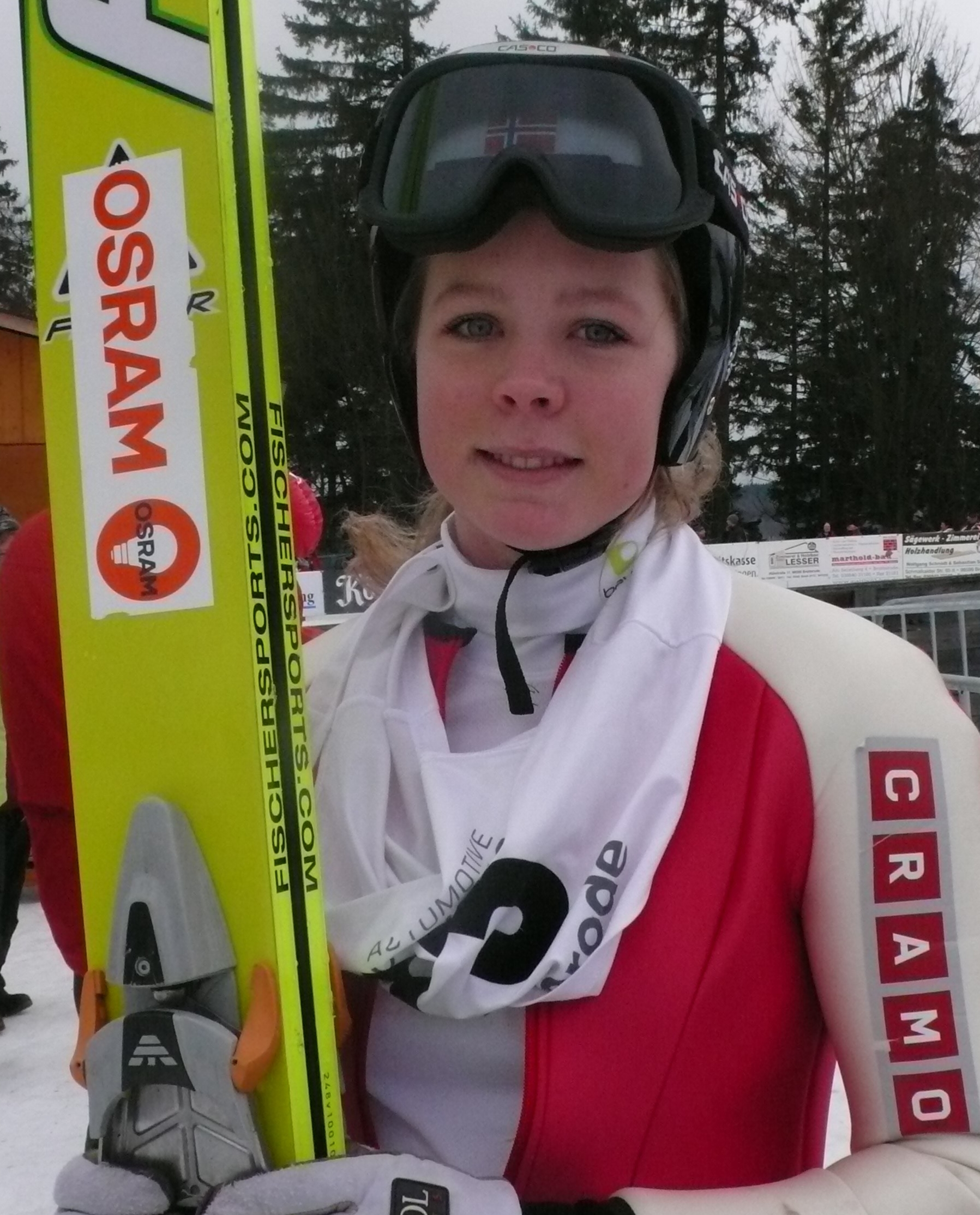
Maren Lundby à Hinterzarten en 2011.
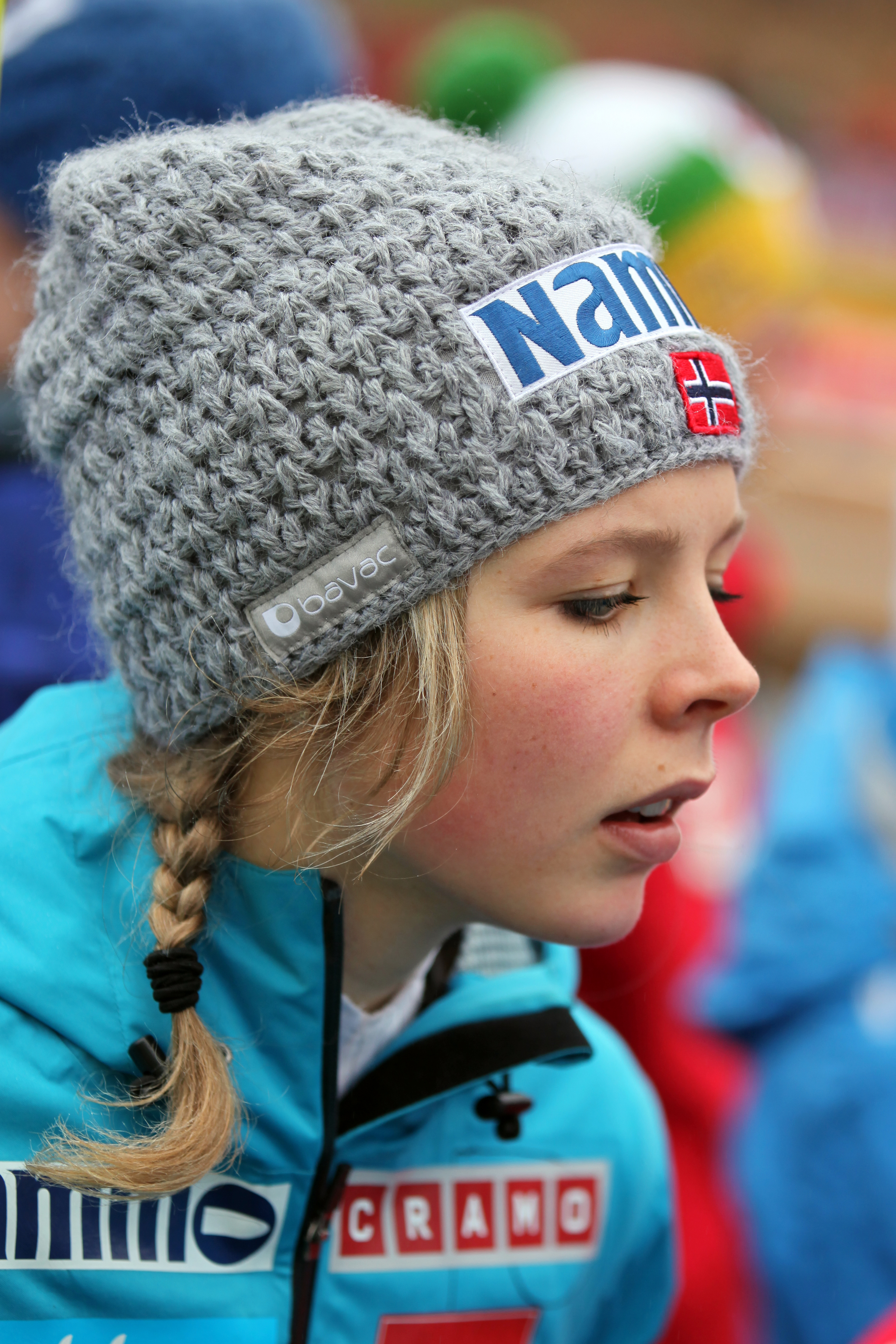
Maren Lundby en 2013 à Schonach.

### Grand Prix
- 3e du classement général en 2017 et 2018.

### Coupe continentale
- 1 victoire.